# Älmstabron
Älmstabron eller Älmsta bro är en öppningsbar bro i Älmsta som förbinder ön Väddö med fastlandet och korsar Väddö kanal.
Den segelfria höjden utan säkerhetsmarginal är 4,5 meter, och den segelfria bredden är 12 meter. Under sommarsäsongen mellan 1 maj och 15 oktober görs broöppning vid behov varje hel timme mellan klockan 07 och 22.
Väddö kanal har ett rikt båtliv med omkring 22 000 passerande båtar per år, huvudsakligen fritidsbåtar. Området kring kanalen och bron har en unik miljö med spår av den medeltida kanalen vid tröskeln mellan Kistahavet och Storfjärden, 1800-talets kanal med kajer, kanalvaktarbostäder och andra anläggningar, och är en del av ett så kallat riksintresseområde.